# Ла Шапель, Жан де
Жан де Ла Шапель (фр. Jean de La Chapelle; 24 октября 1651 — 29 мая 1723) — французский писатель

 и драматург. Член Французской академии (кресло № 31) с 1688 по 1723 год.

## Биография
Родился в знатной дворянской семье. Родственник поэта Никола Буало. Его литературные таланты привлекли внимание Луи Армана I де Бурбона Конти, зятя короля Людовика XIV. В 1678 году он взял его к себе секретарём.
Пользуясь своим положением, Ла Шапель писал и представлял свои трагедии, вдохновленные античными сюжетами («Заида», «Меропа», «Клеопатра», «Аякс» и др.), в «Комеди-Франсез». Его связи и талант актёра М. Барона, игравшего в его пьесах, обеспечили их успех у публики.
Опубликовал два романа «Les Amours de Catulle» (1680) и «Les Amours de Tibulle» (1700), несколько сборников переводов латинских поэтов.
С 1688 по 1723 год был одним из «бессмертных», членом Французской академии (кресло № 31).

## Избранные произведения
Трагедии
- Cléopâtre (1681)
- Zaïde (1681)
- Téléphonte (1682)
- Ajax (1684)
- Isaac, tragédie en musique (1717)

Романы
- Les Amours de Catulle (1680)
- Marie d’Anjou, reine de Majorque (1682)
- Les Amours de Tibulle (1722)

Другое
- Les Carrosses d’Orléans, comédie représentée pour la première fois le 9 août 1680
- Lettres d’un Suisse à un Français, où l’on voit les véritables intérêts des princes et des nations de l’Europe (1703—1711)
- Réflexions politiques et historiques sur l’affaire des princes, avec la requête des pairs de France, la requête des princes légitimez et une réponse à cette dernière requête (1717)